# John York (Musiker)
John York (* 3. August 1946 in New York) ist ein US-amerikanischer Musiker, der unter anderem durch seine Mitarbeit bei der Gruppe The Byrds bekannt wurde.

## Anfänge in New York
John York wurde in einer musikalischen New Yorker Familie geboren. Sowohl seine Mutter als auch seine Großmutter waren Organistinnen und Chorleiterinnen einer lutherischen Kirche. Dadurch wurde er früh mit der Musik von Johann Sebastian Bach bekannt und sang bereits im Alter von sechs Jahren im Kirchenchor. Seine Liebe zu populärer Musik wurde durch Vokalgruppen wie Dion and the Belmonts und Rock-’n’-Roll Gitarristen wie Duane Eddy geweckt. 1961 gründete er, im Alter von 14 Jahren, seine erste Band The Trade Winds, ein Jahr später The Night Riders. 1963 nannten sich die Night Riders in Brooklyn Bridge um und nahmen eine Single auf, die als verschollen gilt.

## Los Angeles
York begeisterte sich auch für Shakespeare und trug sich mit dem Gedanken Schauspieler zu werden. Bei der Überlegung, entweder ein Studium an der Royal Academy of Dramatic Arts in London aufzunehmen oder Anschluss an die Rockmusik Szene in Los Angeles zu suchen, fiel seine Wahl auf LA. 1965 trat er dort der Formation The Bees bei, die zunächst ein Folkrock Repertoire spielte, ab 1966 jedoch ihren Stil in psychedelische Richtung lenkte und mit York drei Singles aufnahm.
1966 wurde er Bassist des Sir Douglas Quintet mit Doug Sahm und Augie Myers und wirkte bei vier Singles dieser Band mit. Nach einem kurzlebigen Projekt namens Tender Trap (mit Terry Hand und David Marks), schloss er sich 1967 der Touring-Band der Mamas and Papas an und spielte, an der Seite von Eddie Hoh (Drums) und Eric Hord (Gitarre) auf deren letzten Album für Dunhill Records The Papas And The Mamas Presented By The Mamas And The Papas (1968 veröffentlicht). Nach Auflösung der berühmten Gesangsgruppe war er Mitglied mehrerer kurzlebiger Projekte wie Lamp Of Childhood, Farina Omaline und Sounds Of Piccardy. Er arbeitete in dieser Zeit auch als Studiomusiker, unter anderem für Steppenwolf, bevor er sich Gene Clark, einem Gründungsmitglied der Byrds anschloss.

## Gene Clark Group 1967
Gene Clark hatte, nach seinem Ausstieg bei den Byrds 1966, ein Album mit verschiedenen Studiomusikern, ehemaligen Byrds-Kollegen sowie den Brüdern Rex und Vern Gosdin aufgenommen. Nach Erscheinen der LP und der Single Echoes taten sich diese zu einer eigenen Formation, The Gosdin Brothers, zusammen, so dass Clark eine neue Band zu seiner Unterstützung gründen musste. Die Gene Clark Group bestand, neben Clark selbst, aus John York (Bass, Gesang), Eddie Hoh (Schlagzeug) und Clarence White (Gitarre, Gesang) und nahm 1967 die Songs Only Colombe und The French Girl auf. Die Single wurde von Columbia Records jedoch nicht veröffentlicht und die Lieder erschienen erst 1991 auf der CD Gene Clark – Echoes.
Noch während seiner Zeit mit der Gene Clark Group akzeptierte York ein Engagement als Bassist in der Begleitband von Johnny Rivers, wo er bis 1968 spielte.

## The Byrds 1968–1969
Als die Ex-Byrds Gram Parsons und Chris Hillman 1968 die Flying Burrito Brothers gründeten, empfahl ihnen Clarence White, der mittlerweile bei den Byrds eingestiegen war, John York als Bassisten. Stattdessen trat York selbst den Byrds bei, mit denen er bis 1969 intensiv tourte und die Alben Dr.Byrds And Mr.Hyde und Ballad Of Easy Rider sowie mehrere Singles aufnahm. York, der immer ein großer Bewunderer der Byrds gewesen war, hatte erhebliche Probleme zu realisieren, dass er nun selbst ein Byrd war. Diese Selbstzweifel und weiterer Druck führten 1969 zu seinem Ausstieg aus der Gruppe. Er kehrte für mehrere Jahre der Welt des Rock den Rücken und widmete sich spirituellen Themen.
Erst in den 1970er Jahren engagierte er sich wieder in Bands wie The Museuns (1974), John York & The Innocent Bystanders (1976–1977) und Nu York (1977). 1984 spielte er in der Claudia Nygard Band und anschließend bei den Hindu Masters.

## Tribute To The Byrds und CRY 1986–1987
Anfang 1985 hatte Gene Clark die Idee, anlässlich des Erscheinens der Byrds Single Mr.Tambourine Man zwanzig Jahre zuvor, eine Touring Band zusammenzustellen, die die alten Byrds-Hits Live darbieten sollte. Seine Ex-Kollegen Roger McGuinn und Chris Hillman hatten keine Zeit und David Crosby war nicht interessiert. Auch Gene Parsons, ein Byrd aus der Clarence White Ära, war anderweitig verpflichtet, so dass die Formation Tribute To The Byrds nur Gene Clark und Michael Clarke (Drums) als Original Mitglieder vorweisen konnte. Die weiteren Musiker waren ein Who’s Who des Folkrock und Countryrock. Neben John York spielten, in unterschiedlichen Zusammenstellungen, Rick Roberts (ehemals Flying Burrito Brothers und Firefall), Rick Danko und Richard Manuel (ehemals The Band), Greg Harris (Ex-Flying Burrito Brothers), Blondie Chaplin (ehemals Beach Boys), Billy Darnell (ein ehemaliger Kollege Yorks aus der Zeit der Hindu Masters), Carlos Bernal (ehemaliger Byrds Roadie) und der Pianist Nicky Hopkins.
1986 löste sich Tribute To The Byrds auf und John York gründete, zusammen mit Billy Darnell, Randy Meisner (ehemals Eagles) und Dewey Martin (ehemals Buffalo Springfield) die Gruppe Pink Slip, die sich wiederum, nach wenigen Auftritten, 1987 trennte. York arbeitete, parallel dazu, weiter mit Gene Clark. Zusammen mit Pat Robinson gründeten sie das Projekt CRY (für Clark, York & Robinson), schrieben zahlreiche Songs und nahmen viele davon in Robinsons Studio auf. Auch Nicky Hopkins stieß wieder zu ihnen, keine Plattenfirma war jedoch an der Veröffentlichung der Aufnahmen interessiert. Ab 2000 erschienen die Songs auf mehreren CDs, die auf ihren Covers fälschlicherweise entweder die Original Byrds oder die Byrds von Anfang der 1970er Jahre zeigten.

## 1987–2009
1987 tat sich John York mit Skip Battin, seinem Ersatz als Bassist bei den Byrds, zusammen, reiste mit diesem nach Italien und lernte dort die Musiker Ricky Mantoan und Beppe d’Angelo (Drums) kennen, mit denen er unter dem Namen Family Tree ein Album aufnahm und einige Auftritte spielte.
1991 veröffentlichte York zuerst sein Buch Sacred Paths Of Songs und anschließend eine Musikkassette mit Stücken in der Tradition nordamerikanischer Indianermusik, die sich auf die Inhalte des Buches bezogen und die er gemeinsam mit Jamie Sams aufgenommen hatte. Mit Sams spielte er 1997 und 2004 weitere Musik in diesem Genre ein.
1994 spielte York, zusammen mit Chris Darrow (Gitarre, Gesang) und Ian Beardsley (Gitarre, Gesang) im Trio Californios. Diese Formation nahm drei Jahre später das erste Soloalbum von Darrow Coyote (Taxim Records) auf.
1995 gründete er The John York Band und begann asiatische und exotische Instrumente wie Koto, Oud (arabische Laute), irische Harfe und verschiedene indianische Flöten zu spielen. 1999 und 2003 erschienen zwei Alben, auf denen er sein Können zu Gehör bringt.
2008 nahm er das Album Arigatou Baby auf, bei dem mit seiner 12-saitigen akustischen Gitarre seine reiche musikalische Erfahrung mit japanischen und ur-amerikanischen Einflüssen verlinkt.
Im August 2008 begleitete er Barry McGuire bei dessen 'Trippin' The Sixties' Tournee durch Deutschland und die Schweiz. Dieses Projekt wurde 2009 fortgesetzt.

## Diskografie
Brooklyn Bridge:
- 1963 – ? / ? (Single)

The Bees:
- 1965 – Leave Me Be / She’s An Artist (Single)
- 1965 – Forget Me Girl / Baby Let Me Follow You Down (Single)
- 1966 – Voices Green And Purple / Trip To New Orleans (Single)

Sir Douglas Quintet:
- 1965 – The Beginning Of The End / Love Don’t Treat Me Fair (Single)
- 1966 – We’ll Take Our Last Walk Tonight / Walking The Streets (Single)
- 1966 – It’s A Man Down There / 4 a.m. (Single)
- 1966 – Wine Wine Wine / Joey’s Guitar (Single von The Devons)

The Gene Clark Group:
- 1967 – Only Colombe / The French Girl (Single)

The Mamas & The Papas:
- 1968 – The Papas & The Mamas Presented By The Mamas & The Papas (Album)

The Byrds:
- 1969 – Bad Night At The Whiskey / Drug Store Drug Drivin’ Man (Single)
- 1969 – Lay Lady Lay / Old Blue (Single)
- 1969 – Wasn’t Born To Follow / Child Of The Universe (Single)
- 1969 – Dr.Byrds And Mr.Hyde (Album)
- 1969 – Live At The Fillmore (Album released 2001)
- 1969 – Ballad Of Easy Rider (Album)

Museums:
- 1974 – Train In The Desert / Sweet Names Of Spanish Ladies (Single)

Tribute To The Byrds:
- 1986 – Never To Be Forgotten (DVD released 2004)

CRY:
- 1986 – CRY After The Storm (Album released 2000)
- 1986 – Byrds Most Famous Hits (Album released 2001)
- 1986 – The Byrds Alternative Takes (Album released 2001)
- 1986 – The Byrds Mr.Tambourine Man (Album release 2001)
- 1986 – The Byrds It’s All In Your Eyes (Album release 2001)
- 1986 – Under The Silvery Moon (Album released 2003)

Family Tree:
- 1987 – Family Tree (Album released 2001)

Jamie Sams & John York:
- 1991 – Sacred Path Songs (Album)
- 1997 – The Land Of Enchantment (Album)
- 2004 – Clan Mother Songs (Album)

Chris Darrow:
- 1997 – Coyote (Album)

John York:
- 1999 – Claremont Dragon (Album)

John York & Yokiko Matsuyama:
- 2003 – Koto (Album)

John York:
- 2008 – Arigatou Baby (Album)